# Garde (šachy)
Slovem garde (původně gardez z franc. dávej  pozor, buď ve střehu v šermu) se při hře v šachy označuje situace, kdy byla napadena soupeřova dáma, případně věž. 
Hráč, který dámu napadl, upozornil soupeře tímto slovem na nebezpečí vzetí dámy. Dnes se již tento způsob oznamování při vyšších sportovních kláních nepoužívá, v nesoutěžním šachu se však občas vyskytuje.